# توماس ريدي
توماس ريدي (بالإنجليزية: Thomas Reddy)‏ (مواليد 23 يوليو 1929) هو ملاكم آيرلندي، مثّل بلاده في الألعاب الأولمبية الصيفية 1952.

## روابط خارجية
توماس ريدي على موقع أوليمبيديا (الإنجليزية)